# IC 1493
IC 1493 ist eine Spiralgalaxie vom Hubble-Typ S im Sternbild Pegasus am nördlichen Sternenhimmel. Sie ist etwa 843 Millionen Lichtjahre von der Milchstraße entfernt und hat einen Durchmesser von etwa 125.000 Lichtjahren.
Das Objekt wurde am 6. Dezember 1893 von Stéphane Javelle entdeckt.